# 霧島市立持松小学校
霧島市立持松小学校（きりしましりつ もちまつしょうがっこう）は、鹿児島県霧島市牧園町（旧・姶良郡牧園町）持松にある市立小学校。

## 概要
霧島市牧園町に位置する小学校である。
特認通学制度を導入しており、市内の別の校区からも通学が可能である。

## 沿革
- 1880年（明治13年） - 創設
- 1947年（昭和22年） - 中津川中学校持松分校を併設。
- 1954年（昭和29年） - 持松中学校独立。
- 2005年（平成17年） - 国分市と姶良郡6町の新設合併に伴い、霧島市立持松小学校と改称。